# Antoine Léonard
Antoine François Léonard (Leuven, 8 april 1887 - 21 september 1969) was een Belgisch volksvertegenwoordiger.

## Levensloop
Beroepshalve was Léonard passementwerker.
Hij werd in 1921 provincieraadslid voor Brabant en bleef dit tot in 1936.
In december 1937 volgde hij de overleden Prosper Poullet op als katholiek volksvertegenwoordiger voor het arrondissement Leuven en vervulde dit mandaat tot in 1939.